# チャプルテペクの戦い
チャプルテペクの戦い（チャプルテペクのたたかい、英:Battle of Chapultepec）は、米墨戦争の1847年9月12日から13日に、メキシコシティ西のチャプルテペク城を守るメキシコ軍に対してアメリカ軍が勝利した戦闘である。

## 背景
1847年9月8日、アメリカ軍はモリノ・デル・レイの戦いで犠牲を払いながら、メキシコシティを西から守るチャプルテペク城麓に近い陣地からメキシコ軍を追い出すことに成功した。しかし、アメリカ軍工兵隊はこの時もメキシコシティに南から迫ることに興味を抱いていた。ウィンフィールド・スコット将軍は9月11日にその部下の将軍や工兵技師達と作戦会議を開いた。スコットはチャプルテペク城を攻撃することに乗り気であり、デイビッド・E・トウィッグス将軍だけが同意した。スコットの士官達の大半はロバート・E・リーを含め南からの攻撃に賛成した。若い大尉だったP・G・T・ボーリガードが教科書的演説を行って、フランクリン・ピアース将軍が西からの攻撃を主張していたのを変えさせた。スコットは、チャプルテペク城に対する攻撃を行うことを公式に宣言した。
アントニオ・ロペス・デ・サンタ・アナはメキシコシティでその軍隊を指揮していた。サンタ・アナはチャプルテペク城がシティを守るために重要な位置付けにあることを理解していた。この城は高さ200フィート (60 m) の丘の上にあり、近年はメキシコ軍士官学校として使われていた。しかし、ニコラス・ブラボ将軍はその丘を守るために1,000名足らず（総計832名、第10歩兵連隊の250名、クエレターロ大隊の115名、ミナ大隊の277名、ユニオン大隊の211名、トルサ大隊の27名、聖パトリック大隊の42名を含み、大砲は7門）を持っているだけであり、この中にはまだ13歳の者を含み200名の士官候補生も入っていた。城からモリノ・デル・レイに向かって緩やかな下り坂があり、ここが攻撃点になっていた。
メキシコシティの国立文書館にある軍事記録に拠れば、チャプルテペク城はフェリペ・ヒコテンカトル中佐の指揮するサンブラス大隊300名と士官候補生を含む守備隊100名からなる合計400名のみで守られていた。
スコットは選り抜きの250名で2つの襲撃隊を結成した。サミュエル・マッケンジー大尉の第1部隊は丘の東にあるモリノからギデオン・ピローの師団の兵士を率いるものとされた。サイラス・ケイシー大尉の第2襲撃隊は城の南東に対してジョン・A・クイットマンの師団の兵士を率いるものとされた。

## 戦闘
アメリカ軍は9月12日夜明けにチャプルテペクに対する砲撃を開始した。これは日没と共に停止され、翌9月13日の日の出に再開された。午前8時、砲撃が止み、スコットは突撃を命じた。マッケンジー大尉が率いる襲撃隊の後にはピロー師団のジョージ・キャドワラダー旅団から3つの攻撃部隊が続いた。左手にはウィリアム・トルースデイル大佐の第11および第14連隊が、中央はチモシー・パトリック・アンドリューズ大佐の選抜歩兵隊から4個中隊が、右手にはジョセフ・ジョンストン中佐の残る4個選抜歩兵中隊があたった。ピローは直ぐに足を撃たれて負傷したが、攻撃前進を命じた。アンドリュー隊がモリノを出てマッケンジー隊に続き、メキシコ軍の前方にある糸杉林を払い、トルースデイルとジョンストンの部隊は側面に移動した。この攻撃はマッケンジー隊が襲撃用梯子の到着を待たねばならなかった時に停止し、戦闘に水を差された。
南西では40名の海兵隊がケイシー大尉の第2襲撃隊を先導し、ジェイムズ・シールズの志願兵旅団がチャプルテペク城に向かって北に進んだ。ここでも襲撃隊は梯子を待つために停止したが、シールズ隊の残りはメキシコ軍の大砲を前にして止まった。攻城梯子が到着し、最初の一波が壁に取り付いた。実際に多くの梯子が到着したので50名の兵士が並んで登ることができた。ジョージ・ピケット（後の南北戦争の「ピケットの突撃」やファイブフォークスの戦いで有名）は砦の壁頂上に立った最初のアメリカ兵となり、選抜歩兵が直ぐに胸壁にその軍旗を立てた。トルースデイル大佐の部隊はトマス・J・ジャクソン中尉の砲兵に支援されていたが、優勢なメキシコ軍の猛烈な防御に直面した。ニューマン・S・クラークの旅団がピロー隊前面の戦闘に新しい機運をもたらした。シールズ将軍はその部隊が壁に殺到した時に重傷を負ったが、その兵士達は城の上にアメリカ国旗を立てることができた。メキシコ軍のブラボ将軍は2面からの攻撃を受けていたので、メキシコシティへの撤退を命令した。しかしブラボは撤退できる前にシールズのニューヨーク志願兵連隊に捕捉された。メキシコ軍は夜にメキシコシティに通じる土手道を下って撤退した。サンタ・アナはチャプルテペクに降りかかった災難を見ていたが、この時1人の副官が「メキシコ国旗は決して外国軍の手に触れさせるな」と叫んだ。

### ロス・ニーニョス・エロエス

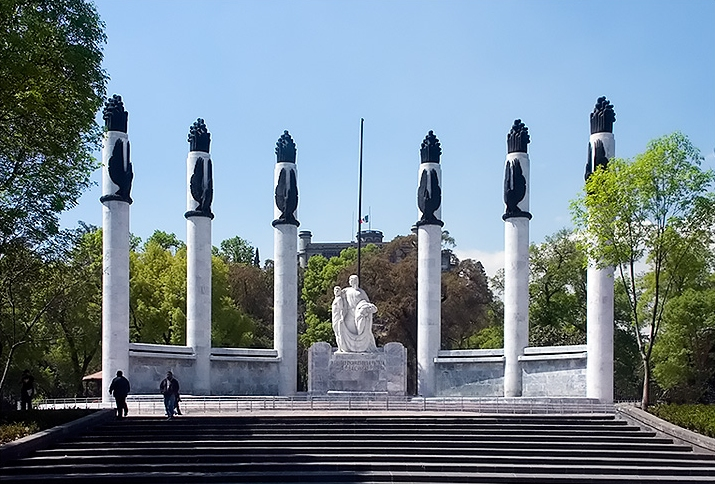
6人の英雄的士官候補生記念碑、後景はチャプルテペク城

この戦闘の間、6人の士官候補生がブラボ将軍の撤退命令にも従うことを拒否し、優勢なアメリカ軍と戦って戦死した。6人の名前は、テニエンテ（中尉）のフアン・デ・ラ・バレラ、士官候補生のアグスティン・メルガー、フアン・エスクティア、ビセント・スアレス、フランシスコ・マルケスおよびフェルナンド・モンテス・デ・オカだった。一人ずつ倒れていった。フアン・エスクティア1人が残され、アメリカ軍がまさに彼を殺そうとした時、エスクティアはメキシコ国旗を掴み、それで体を包んで城から飛び降りた。アメリカ軍指揮官はメキシコ国旗に包まれたフアン・エスクティアの遺骸に敬礼したと言われている。
城の天井を飾る動きのある絵画は旗で身を包み、明らかに上から降下するフアン・エスクティアを描いている。彼等の勇気を称えるためにチャプルテペク公園には記念碑が建てられている。この士官候補生達は「ロス・ニーニョス・エロエス」すなわち「子供の英雄達」あるいは英雄的士官候補生達として、メキシコ史で称えられている。

### 聖パトリック大隊

チャプルテペクの戦い後、聖パトリック大隊員の処刑、サミュエル・チェンバレン画

元はアメリカ軍兵士でありメキシコ側に加わった聖パトリック大隊のうち30名が、戦闘中に「一斉」処刑された。かれらはその前のチュルブスコの戦いのときに捕虜になっていた。スコット将軍は彼等をチャプルテペク城が見える所で処刑するよう指示し、その死の瞬間は士官学校の上のメキシコの三色旗がアメリカの旗に置き換えられる将にそのときだった。

## ベレン門とサン・コスメ門
スコット将軍は城に到着し、喝采を送る兵士達にもみくちゃにされた。チャプルテペク城とそこの捕虜を守るために1個連隊を置いた。スコットは次にメキシコシティへの攻撃作戦を立てた。ベレン門に対しては2次攻撃を掛けることとし、サン・コスメ門に対する主力攻撃としてウィリアム・J・ワース師団の残りにラ・ベロニカ舗道（現在はアベニダ・ベルコール・オカンポ）上のトルースデイル隊を支援させるよう命令した。この門はランゲル将軍が守っていた（グラナデロス大隊、マタモロス・モレリア・アンド・サンタ・アナ大隊の一部（ゴンザレス大佐）、第3軽連隊の一部（エチェガレイ中佐）、および第1軽連隊（マルケス指揮））
トルースデイルはジョン・ガーランド、ニューマン・S・クラークおよびジョージ・キャドワラダーの各旅団に支援され、舗道上を前進し始めた。一方、クイットマン将軍は直ぐにチャプルテペク城に部隊を集め、パーシフォー・F・スミスの旅団が東に回って、即座にベレン舗道に進行を始めた。クイットマンの攻撃は陽動攻撃のみを意図されていたが、市内に向けてチャプルテペクから撤退しつつあった守備隊を追撃したときに攻撃の中心に変わった。その部隊は門の前で砲台に支援された強力な抵抗に遭った。クイットマン隊は舗道の中央に走る水道の石造りアーチ橋を使って這い進んだ。メキシコ軍アンドレス・テレスの部隊（大砲3門と兵士200名、第2メキシコ・アクティボス）が脱走を始め、要塞の方向に逃げた。クイットマンは騎馬ライフル隊（この時は徒歩で戦った）の先導で午後1時20分にベレン門を突破した。スコット将軍は後に「勇敢なライフル隊、貴方達は銃火を潜り、鋼になった」と言った。
北方では、ロバート・E・リーがラ・ベロニカ舗道を下るワースの攻撃隊を率いた。ワース隊がラ・ベロニカとサン・コスメ舗道の交差点に到達したのは午後4時であり、そこで1,500名の騎兵隊による反撃を駆逐し、その後に東に転じてサン・コスメ舗道を下った。進展は緩りとしたものであり、損失が増えて行った。ガーランド大佐とクラーク大佐は道の側の建物に敵軍が詰まっているのを見つけて、第1および第2旅団を送り、バールや鶴嘴で建物の両面に穴を開けることで、援護射撃の下、守備隊に接近させた。ユリシーズ・グラント中尉が舗道の南にあるサン・コスメ教会の鐘楼を発見し、そこに榴弾砲を揚げて、その高い位置から守備隊への砲撃を始めた。道の北側では、海軍士官ラファエル・セムズがグラントのうまくいったやり方を真似た。続いてジョージ・テレット中尉が1軍の海兵隊を率いてメキシコ軍守備隊の背後に回って屋根に上り、砲手たちに殺人的な一斉射撃を放った。午後6時までに、ワース隊が門を突破し、守備隊は散り散りになった。多くのメキシコ兵がシウダデラまで撤退し、サンタ・アナも彼等に従った。夜が訪れると、ワースは市内の王宮近くにあった5門の迫撃砲を奪った。

## 戦いの後

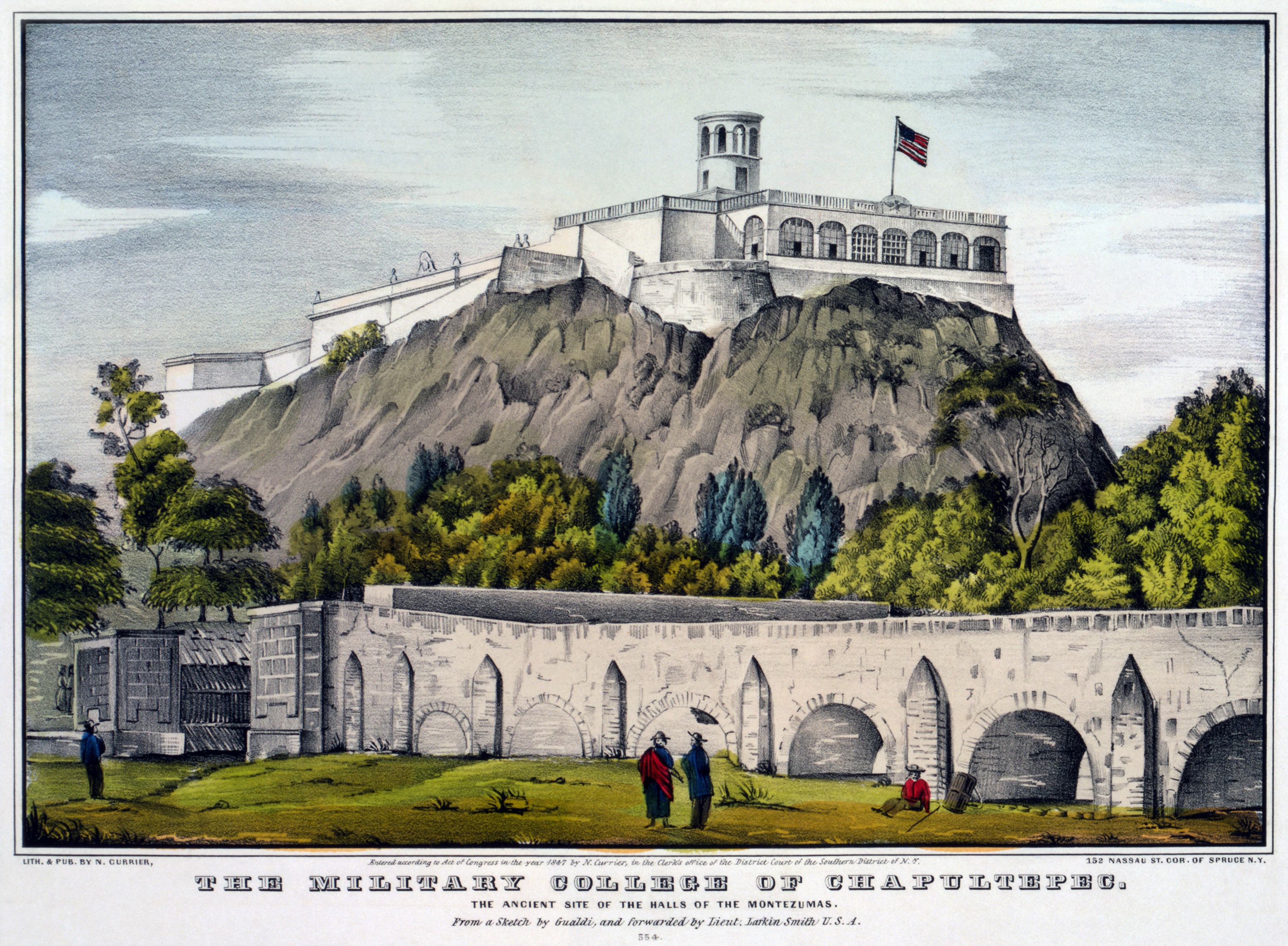
"チャプルテペク士官学校"、ナサニエル・カリアーによる版画に彩色、1847年頃、国旗掲揚台にはアメリカ国旗が揚がっている。

この戦闘はアメリカ軍にとって意義ある勝利になった。戦闘はその日の大半で続き、激戦で損失も多かった。トウィッグス、ピローおよびシールズ各将軍が負傷し、トルースデイル大佐も負傷した。ベレン門を攻撃したクイットマンの部隊で損失が最も多かった。クイットマンの参謀全てが舗道での接近戦でその命を失った。
サンタ・アナの側ではブラボ将軍が捕虜に取られ、フアン・N・ペレス将軍が戦死した。サンタ・アナは怒りに駆られ、ベレン門を陥されたことでテレス将軍を平手打ちし指揮官から解任した。サンタ・アナの回想録ではテレスを裏切り者としており、メキシコシティ敗北のスケープゴートにした。

## 遺産
この戦闘とその後のメキシコシティ占領における海兵隊の功績は、海兵隊讃歌の初めの歌詞に記念されている。「モンテズマの間から...」という歌詞は「モンテズマのホールズ」とも呼ばれたチャプルテペク城のことを歌っている。また海兵隊はその部隊が最も多くの損失を出したために、その青い制服のズボンに赤い「血の」縞を入れることでこの戦闘を記憶することともしている。